# 高虹安
高虹安（1984年1月25日—），中華民國科技工程師及政治人物，現任新竹市市長（自2024年7月26日起停職）。高虹安為前台灣民眾黨黨員（停職後退黨），原為鴻海科技集團副總經理，投入政壇後曾擔任立法院立法委員、民眾黨立法院黨團幹事長、副總召集人、民眾黨新竹黨部主任委員等職務。
2020年，高虹安經鴻海集團創辦人郭台銘推薦後被台灣民眾黨納入不分區立委名單並順利當選，被視為郭台銘方面的人馬。2022年8月29日，獲民眾黨提名登記參選新竹市市長，並於11月26日以45.02%的得票率當選，成為新竹市首位女性市長，亦為最年輕的市長。
2023年8月14日，高虹安因涉貪污詐領助理費遭起訴，並於9月19日被民眾黨停權。2024年7月26日，一審認定貪污罪成，依《貪污治罪條例》判刑7年4個月、褫奪公權4年，內政部隨後依法予以停職，高虹安在判決公布後宣布退出民眾黨。2024年8月16日，台北地檢署提起上訴；19日，高虹安委託律師提出上訴。2024年8月21日，台北地方法院認定高虹安明知其博士論文及期刊論文存在大幅抄襲情事，仍對教授陳時奮提起加重誹謗罪刑事告訴，並使用修改後的論文等不實資料及陳述試圖誤導檢察官，以達成不當目的，依誣告罪判刑10個月，全案可上訴。

## 早年
高虹安出生於臺北市內湖區，為家中獨生女，父親是宏碁電腦工程師，母親是臺北市私立方濟高級中學教師。臺北市立第一女子高級中學畢業後，就讀國立臺灣師範大學資訊教育系，後來進入國立臺灣大學資訊工程研究所碩士班，並於2008年畢業。就讀碩士期間，她曾於劉毅補習班擔任教師，指導學生考上國立臺灣大學資訊工程研究所。

## 早期工作
碩士畢業後，高虹安進入資訊工業策進會，擔任中區產業服務處智慧加值組組長。2012年獲得資策會出國進修期間補助。高虹安進入辛辛那提大學機械工程學系就讀博士學位，由於其指導教授李傑兼任鴻海科技集團副董事長，她進而結識集團董事長郭台銘。
2014年，高虹安時任ServTech團隊的專案經理，該團隊後來從資策會衍生成立公司「科智企業」，高虹安為科智企業共同創辦人暨業務處處長。2017年，高虹安獲資訊工業策進會頒「創新菁英獎（青年組）」。
高虹安自資策會離職後加入鴻海，擔任副總經理暨工業大數據辦公室主任。期間，她亦任職於郭台銘相關之基金會，曾任永齡教育慈善基金會顧問、郭台銘基金會董事。
2022年9月，高虹安被《鏡週刊》爆料領取資策會公費出國讀博班。高虹安表示是自費留學唸博士，僅有半年透過資策會國際人才培育補助；當時簽約的條件是回台灣後留任半年，而她也回台工作符合規定。

### 違法兼職指控
高虹安任職資策會期間，曾協助研發團隊發展衍生公司「科智企業」，時任資策會創研所組長顏均泰轉任科智企業總經理，高虹安則掛上科智企業共同創辦人暨業務處長的頭銜。2022年9月27日，高虹安此經歷遭疑灌水，因其並未列於董監事名單。同年10月，高虹安進一步被柯建銘質疑違規在科智企業兼職。
10月25日，資策會發表聲明，在兼職報備系統上查無高虹安兼職申請及核准記錄，根據《資策會同仁會外兼職辦法》，員工在會外兼職時，事前應以書面申請報准，認為高虹安2014年至2017年期間「應已違反資策會的兼職規定」。隔日，高虹安召開記者會反擊，未回應兼職報備，而是出示內部信件，指出資策會知情並再次強調沒有支領科智企業的薪水，質疑兼職不合理。
2023年，資策會提起背信及詐欺兩項罪嫌告訴，台北地檢署於8月14日偵結，高虹安罪嫌不足獲不起訴處分，資策會未上訴。

## 立法委員

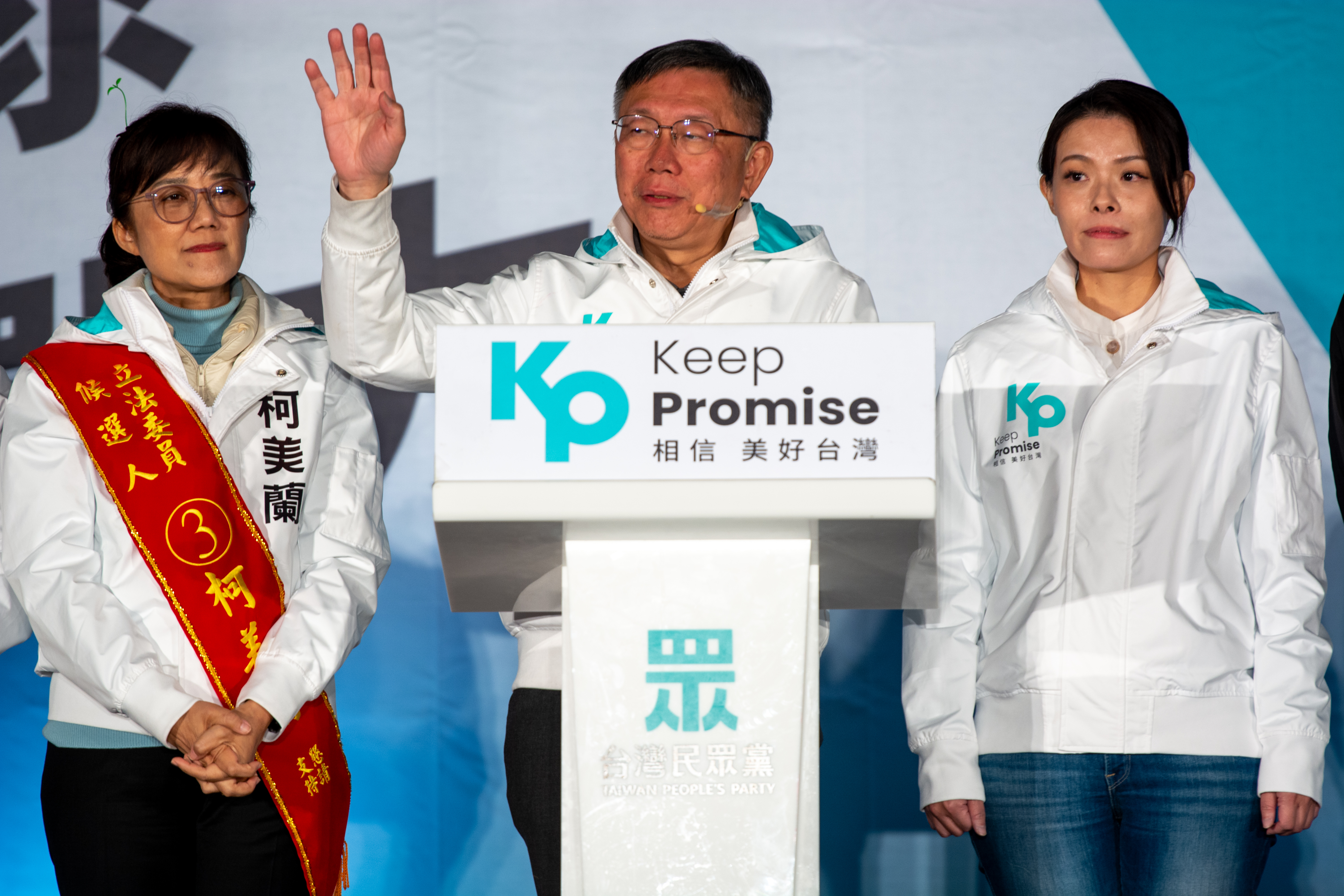
高虹安出席民眾黨舉辦的造勢活動

2019年，郭台銘團隊幕僚推薦高虹安參選區域立委，經台灣民眾黨提名為2020年立法委員選舉的全國不分區立委參選人，於2020年1月11日當選。
高虹安歷任台灣民眾黨新竹市黨部主任委員、立法委員以及立法院「資通安全與科技發展策進會」會長暨「數位國力促進會」副會長。
高虹安與黃暐瀚在朱學恒2021年9月19日的直播中一同合唱〈塔綠班之歌〉，歌詞包含「綠畜」、「塔綠班」等字眼。此舉止在網路引起譁然；隔日高虹安被民進黨新竹市黨部批評：「身為政治人物該具備之格調，已蕩然無存。」黃暐瀚23日公開道歉，坦承歌詞內容不當。高虹安起初反控抨擊聲浪為霸凌，27日則在臉書發文致歉。3人遭一民進黨支持者控告妨礙名譽，台北地檢署2022年3月以內容未針對特定對象，裁定不起訴。高虹安在公民監督國會聯盟公布之該立法院會期評選中，被评为一般立委，并因此事件被扣分。

## 新竹市市長

### 參選
2022年7月11日台灣民眾黨宣布提名高虹安參選新竹市市長，7月26日公布以「早安新竹，新竹找安」為競選標語，並於8月29日正式登記參選。推出城市願景「0-6歲市府養」，喊出「你傳宗、我接待」、「增產到新竹，優生又幸福」口號。2022年11月，中央選舉委員會公告高虹安當選新竹市第8任市長，高虹安於同年12月25日起就任。

### 市長任內

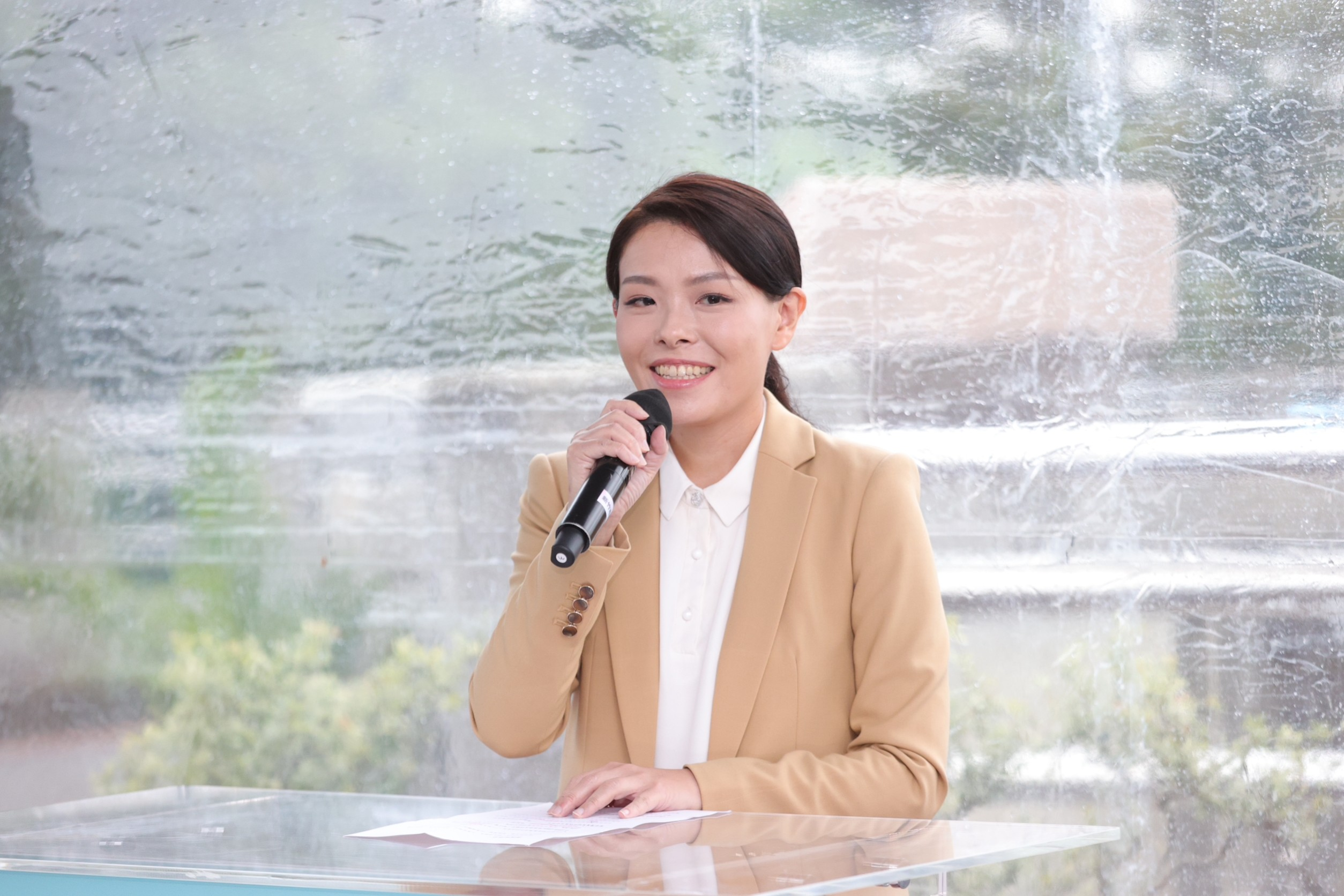
2023年5月19日，時任副總統賴清德視察新竹寶山第二水庫時的新竹市市長高虹安。

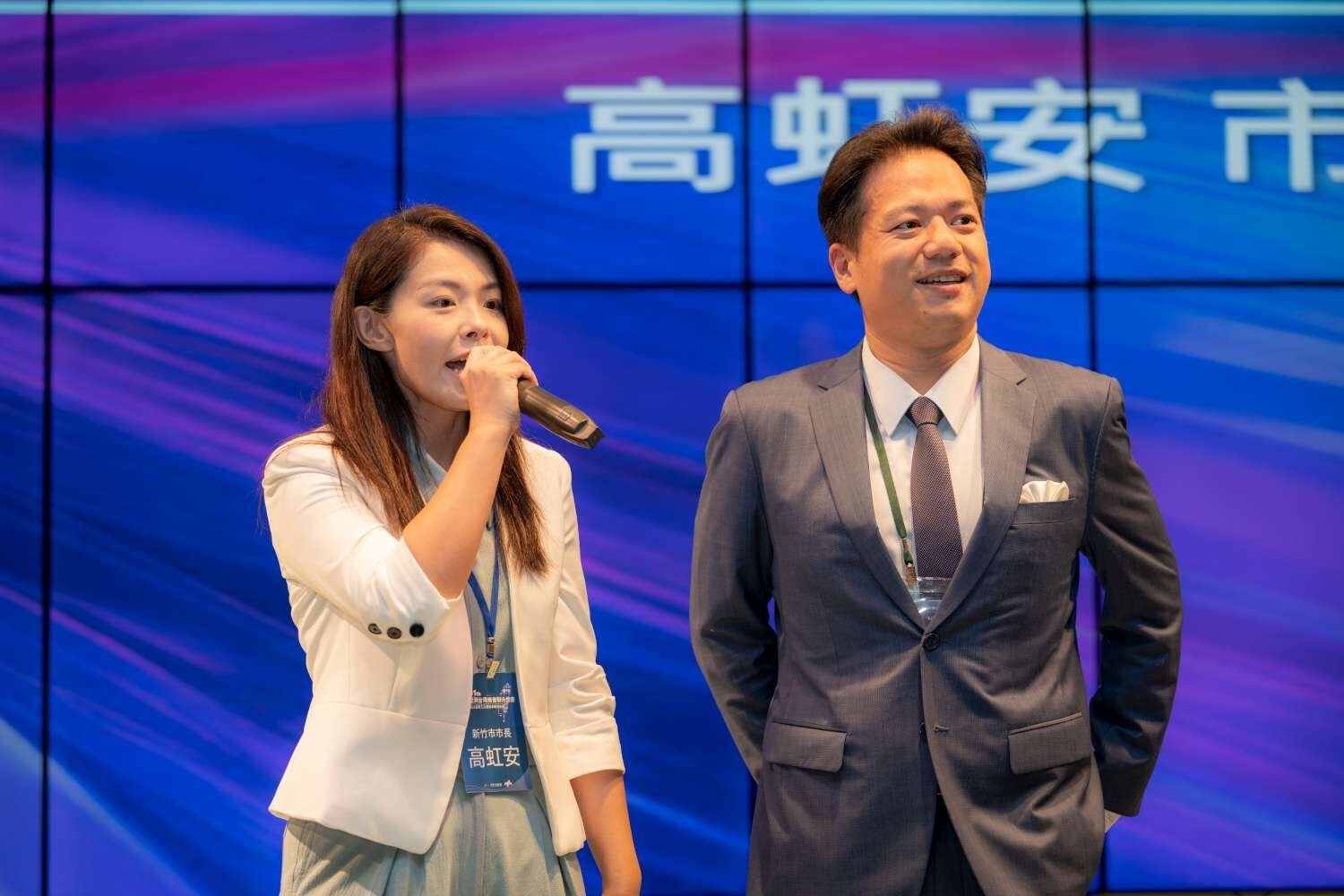
時任新竹市市長高虹安與副市長邱臣遠（現為代理市長）

2023年，高虹安就任新竹市市長後陸續推行了六大政策。
- 「開通慈濟路與關新路」、
- 「推動桃竹竹苗通勤定期票 」
- 「邀MLB場務專家來台協助改善棒球場」
- 「擴增社福卡服務範圍」
- 「青年租屋補助再加碼6000」
- 「空橋興建，友善行人」[46]

2024年推動三大政策：
- 關埔空橋興建正式動工（原預計2025年完成，[47]後延至2026年中[48]）
- 優化新竹市教育環境[49]
- 新竹婦女凍卵補助[50]

### 市長任內爭議

#### 關埔空橋多次流標
高虹安競選新竹市市長期間曾經承諾在關埔地區設置人行天橋，預計在2024年底蓋好9座空橋、2025年全部完工，但直到2023年12月此建設案多次流標，遭到市議員陳建名質疑高市長無心市政，把心思花在出國以及貪汙案官司，並表示新竹市已三個月無副市長和高虹安市府秘書長非工程背景，呼籲高市長別讓市政以及建設停擺。空橋工程於2024年7月15日舉行開工典禮，但開工前4個月沒有任何進度，而施工圍籬擋住人行道，影響行人安全。

#### 被停職後以市長身份出席市府活動
高虹安因貪污案一案有罪在2024年7月起被內政部停職，之後仍不斷以市長身分出席活動。此外，由於代理市長邱臣遠時常出國，高虹安甚至「代理」代理市長出席，法律學者林志潔表示高虹安的行為不合法，只能個人身份出席。

### 面臨罷免

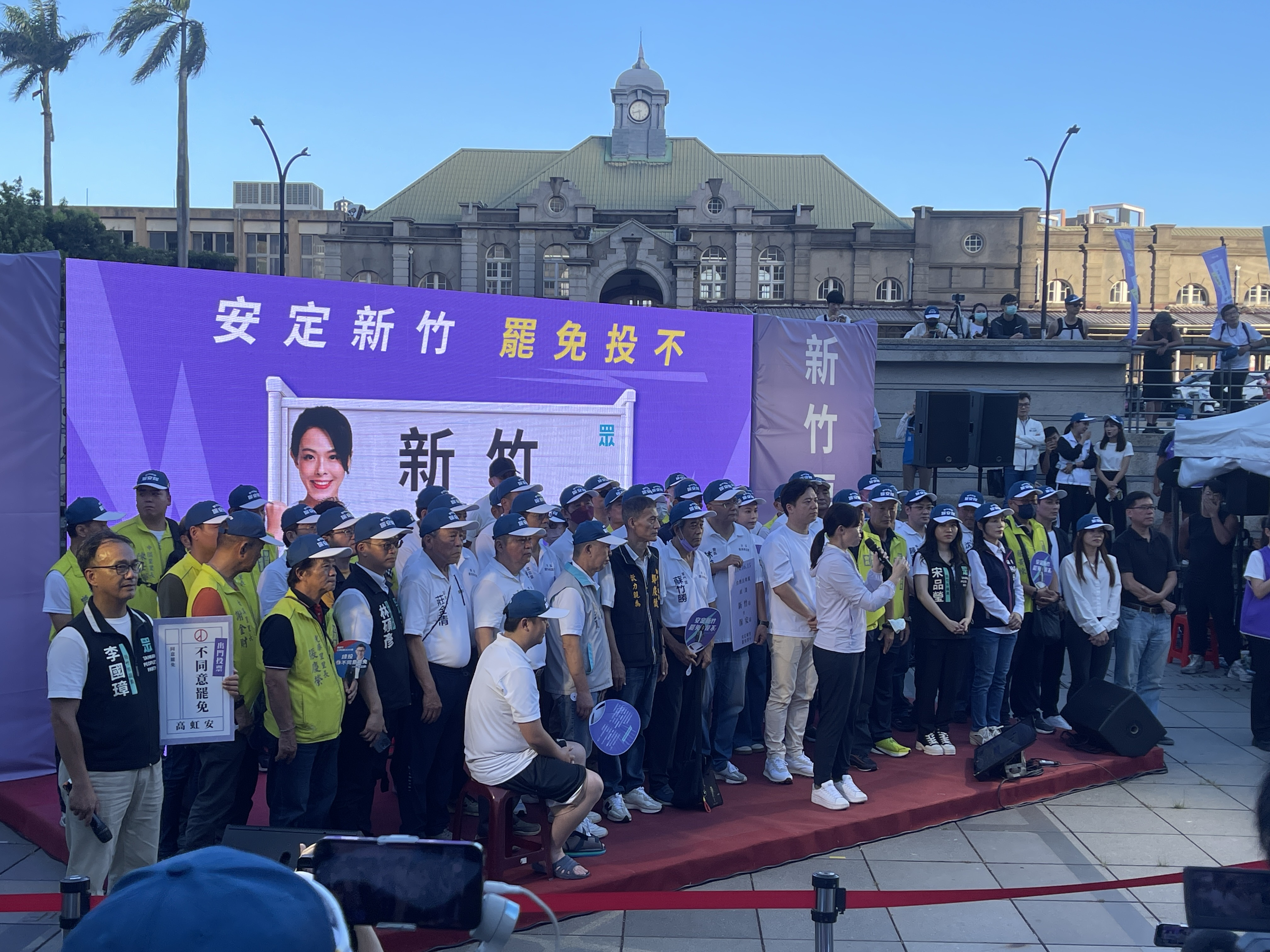
2025年6月15日，高虹安於「安定新竹 罷免投不」發表演講反對罷免。

罷免團體「罷免高虹安：風城安心上路」提案罷免高虹安，並在2025年5月4日宣布收得連署書5萬1419份，達連署法定門檻147%，送交新竹市選委會。中選會於6月20日公告罷免案成立。
面對罷免，高虹安與中國國民黨立委鄭正鈐多次舉行聯合造勢反罷免，並獲得民眾黨主席黃國昌、新竹市代理市長邱臣遠、國民黨籍台北市長蔣萬安、新北市長侯友宜、嘉義市長黃敏惠、新竹市議長許修睿、新竹市前市長林政則、許明財與無黨籍苗栗縣長鍾東錦、前新竹市議長謝文進等人支持，並且定位為「藍白合」示範區。
6月27日黃國昌宣布組成「中央保安隊」，台灣民眾黨秘書長周榆修率領黨中央直接進駐新竹市並在街頭宣傳，支持高虹安與鄭正鈐。
7月26日新竹市長高虹安罷免案投票結果：同意票8萬多、不同意票12萬多，同意票未過門檻且不同意票高於同意票，罷免案否決。地方人士直言，票數遠超過22年9萬多票，高虹安成功整合藍白票源。

## 涉嫌違法及爭議事件

### 博士論文抄襲
2022年9月20日，《鏡週刊》報導高虹安的辛辛那提大學博士論文涉及抄襲，她開記者會駁斥指控強調其論文沒有剽竊。高虹安在駁斥論文抄襲的指控時，嗆自己的學歷「與中華大學夜間部不同」。隔日她發佈一支影片致歉，並獲得中華大學校方表示接受。22日中華大學學生會延後舉行她預定之校園演講至選舉結束後。
對此，學者陳時奮張貼自己保存的「原版論文」指高不但抄襲還企圖掩飾抄襲行為。高於同日出示辛辛那提大學誠信中心回函之證明反擊，表示自己沒有侵害資策會著作權，並否認論文事後加工。9月21日，高虹安再度說明，「校方同意讓參考文獻更完美」，論文事後加工是校方同意、符合規定。10月5日，資策會執行長卓政宏在立法院經濟委員會答詢時表示根據資策會兩次比對，高虹安論文有用到資策會具著作權的部分約8成，並非在合理使用範圍，資策會擬循法律途徑要求尊重著作權。高在反駁抄襲時稱自己在美國攻讀博士的論文被全世界學術單位引用超過4,500次。後經比對，獲引用4,500次的論文並非高之博士論文，而是其指導教授李傑之〈A cyber-physical systems architecture for industry 4.0-based manufacturing systems〉，高為第三作者。10月25日，資策會因未收到高說明，正式提起自訴，控告高虹安違反《著作權法》，台北地院原先傳喚雙方進行調解，在經數次調解後破局。
高虹安針對陳時奮的評論提告加重誹謗罪，而台北地檢署認為陳時奮經過合理查證並仔細比對後發表言論，於2023年3月給予陳不起訴處分，陳時奮因此對高提告誣告罪。2024年8月21日，台北地院認定高虹安確實有大幅抄襲的情形，陳時奮的指控與事實相符，而高虹安在事後修改論文，顯然明知有抄襲的問題，卻對陳時奮提告，企圖嚇阻他人繼續討論，以誣告罪判高有期徒刑10個月。2025年7月28日，台灣高等法院二審宣判依然認定高虹安有罪，刑期改判6月，可上訴。

### 詐領立委助理費案
2022年11月，國民黨新竹市市長參選人林耕仁爆料，高虹安男友李忠庭在2020年至2021年擔任立院助理，薪資在新臺幣3.8萬到4.8萬元間，總共捐60萬元給台灣民眾黨；且李在職期間同時於永齡教育慈善基金會中工作領取年薪600萬元，質疑高虹安違反《貪污治罪條例》及《政治獻金法》。新竹地方檢察署表示受理檢舉立案，法務部也聲明交由調查局北部地區機動工作站調查。高虹安2日發布聲明稿表示，已整理大量證據證明，前助理任職期間確實恪盡助理該做的職責，不過沒有勞健保投保資料仍無法消除疑慮。
立法委員公費助理薪資的法源來自於《立法院組織法》第32條，立委依規定得聘雇八到十四位公費助理，由立法院編列薪資及加班費預算，預算核發沒有進一步的規範，此次事件讓該問題再度浮上檯面。
11月7日，林耕仁再度提出，由高虹安辦公室內的吹哨者所帶出的15頁內部帳目，帳目紀錄立法院公費助理上繳金額不一的加班費至「小金庫」，高並將其用做私人之支出。調查局北機站15日報請台北地檢署指揮偵辦，北檢17日正式分案，由查緝黑金專組檢察官偵辦，為他字案。
12月15日，檢調人員搜索高虹安的國會辦公室、新竹市辦公室、助理相關處所及其父母住處。同日，檢方以被告身分約談高虹安、男友李忠庭、助理王郁文及國會辦公室主任陳奐宇等人，並以證人身分約談黃姓助理等人。16日將高改列偵字案被告，諭令60萬元交保。
2023年8月14日，北檢偵查終結，以貪污、偽造文書等罪起訴高虹安及助理四人，其中三名助理已認罪，建請法院給予緩刑；高虹安因檢方認定其犯後態度不佳，建請法院妥予量刑。9月19日，高被民眾黨中央評議委員會暫停黨權。台北地院於10月11日首度傳喚高虹安出庭陳述。
2024年7月26日，台北地方法院判決高虹安、陳奐宇、黃惠玟及王郁文等四人浮報立法院公費助理之酬金及加班費部分罪證明確，總額11萬6,514元新臺幣，依《貪污治罪條例》的「利用職務機會詐取財物罪」及《刑法》的「使公務員登載不實罪」判處高虹安有期徒刑7年4月，褫奪公權4年。因本案一審有罪，內政部依《地方制度法》規定，停止高的新竹市市長職務，改由時任副市長邱臣遠代理。同時內政部稱為貫徹掃貪，將不予高虹安半薪。
本案上訴後，2025年1月2日，台灣高等法院合議庭認為《立院組織法》第32條第1項有違憲疑慮，裁定停止審理，並聲請釋憲。憲法法庭在2月7日裁定不受理。

### 高中校長遴選爭議
2023年5月，新竹市立成德高級中學時任校長楊青山在市立高中校長續任評鑑獲不合格處分，並向高虹安市府申訴遭到駁回，轉而向教育部進行申訴。2024年3月，教育部以此次竹市府的校長續任評鑑委員名單有人違反《高級中等學校校長遴選聘任及辦學績效考評辦法》中規定評鑑委員須為現任學校校長以及設有教育系所的大學相關人物的身分為由，認為遴選委員會之組成有瑕疵，要求竹市府撤銷不續任處分。兩位不符合資格的遴選委員分別為竹科實中已退休的黃芳芷前校長以及校內未設教育系的中華大學副校長解鴻年，造成成德高中新選校長沈永昆以及建功高中現任校長林國松的遴選作業失去正當性，成了「黑牌校長」。高虹安則回應校長評鑑委員是沿用林智堅市府的評鑑委員名單，而市議員楊玲宜則打臉前朝評鑑名單不包含解鴻年以及林智堅時期的校長評鑑過程中不會沒收當事人發言權，並指出這次的評鑑還有委員未出席卻出現在會議記錄中，有偽造文書之嫌；而陳建名市議員則指出解鴻年為高虹安的御用委員，常出現在市府環評、都更等審議會議等，並爆料楊青山是因秉公行事而得罪了高市府相關派系人物遭到不續任處分。

### 拆除罷免看板
2024年8月3日，部分新竹市市民於新竹城隍廟斜對面的廣告牆處掛上大型看板，內容為有關高虹安遭判刑、市政一事無成等。此看板掛上數小時後，即疑似由新竹市政府委託外部廠商將其拆除，引發爭議。國立陽明交通大學科技法律學院特聘教授林志潔指出，此看板為新竹青鳥行動支持者與相關公民團體所租用，其內容不涉及人身攻擊，亦無散播謠言之虞，若未經同意將看板拆毀，有可能觸犯《中華民國刑法》所定之毀棄損壞罪；若負責拆除之廠商是接受新竹市政府的委託，更可能引發公務人員不法侵害人民權利之國家賠償問題。行動發起人林士凱表示，此看板是經過合法且正式的契約同意懸掛，市政府卻強制拆除，批評這是新竹市的白色恐怖。
廣告牆的張姓屋主事後出面說明，稱當初是在不知道看板內容的情況下同意懸掛，之後發現涉及政治敏感議題，認為不妥，便請廠商將看板拆除，並退還租金。對此，新竹市政府都市發展處表示，尊重屋主和當事人的意願，市政府一切依法處理。

### 違反行政中立原則
2025年7月17日，學者林志潔表示，其於日前向法務部廉政署提出檢舉，回函指出停權中的市長高虹安、代理市長邱臣遠及立委鄭正鈐等人在新竹市政府舉辦的活動中宣傳反對罷免，或是在市政府管理的地點發放相關文宣，違反行政中立原則。

## 選舉紀錄
| 年度 | 選舉屆數               | 選舉區                                 | 所屬政黨   | 得票數    | 得票率 | 當選標記 | 備註    |
| ---- | ---------------------- | -------------------------------------- | ---------- | --------- | ------ | -------- | ------- |
| 2020 | 第十屆立法委員選舉     | 全國不分區及僑居國外國民立法委員選舉區 | 臺灣民眾黨 | 1,588,806 | 11.22% |          | [ 111 ] |
| 2022 | 第十一屆新竹市市長選舉 | 新竹市                                 | 臺灣民眾黨 | 98,121    | 45.02% |          |         |

面臨罷免
註1：罷免案通過門檻須同意票大於不同意票，且同意票數達選區人數25％
註2：此選區同意票23.9%，不同意票34.5%，同意票未達25%，故不通過
資料來源：中央選舉委員會 ｜ 資料整理：林奕甫、黃靖緯、簡毅慧、江世民

## 著作
| 出版日期      | 書名                                          | 出版社                           | ISBN               |
| ------------- | --------------------------------------------- | -------------------------------- | ------------------ |
| 2019年12月6日 | 《面試郭台銘：面對面，看見鏡頭外最真實的他》  | 三采文化                         | ISBN 9789576582608 |
| 2019年7月1日  | 《人工智慧導論》                              | 全華圖書                         | ISBN 9789865030773 |
| 2019年5月1日  | 《工業人工智慧》                              | 前程文化                         | ISBN 9789869688178 |
| 2010年12月1日 | 《2.5產業的致富法則：用方法論讓服務熱銷全球》 | 財團法人資策會創新應用服務研究所 | ISBN 9789860250275 |

## 外部連結
- 高虹安的Facebook專頁
- 高虹安的Instagram帳戶
- 高虹安的Threads
- YouTube上的高虹安頻道

| 中華民國中央公職人員                 | 中華民國中央公職人員                                                            | 中華民國中央公職人員  |
| ------------------------------------ | ------------------------------------------------------------------------------- | --------------------- |
| 臺灣民眾黨                           |                                                                                 |                       |
| 前任： 張其祿                        | 台灣民眾黨立法院黨團副總召集人 第十屆第三期至第四期 2021年2月1日－2022年1月31日 | 繼任： 賴香伶         |
| 中華民國政府職務                     |                                                                                 |                       |
| 新竹市政府                           |                                                                                 |                       |
| 前任： 陳章賢（代理） 林智堅（正任） | 新竹市市長 第十一屆 2022年12月25日－2024年7月26日停職                           | 繼任： 邱臣遠（代理） |